# KamAZ-5350
Der KamAZ-5350 (russisch КамАЗ-5350), auch als „Mustang“ (russisch Мустанг) bezeichnet, ist ein allradgetriebener Lastwagen aus der Produktion des KAMAZ-Werks in Nabereschnyje Tschelny. Das Fahrzeug wird seit 2003 in Serie gebaut und ist auch für militärische Anwendungen konzipiert. Mit dem KamAZ-53501 existiert eine Version mit vergrößerter Nutzlast.
Neben dem KamAZ-5350 mit drei Achsen existieren auch der KamAZ-6350 mit vier und der KamAZ-4350 mit zwei Achsen.

## Fahrzeugbeschreibung

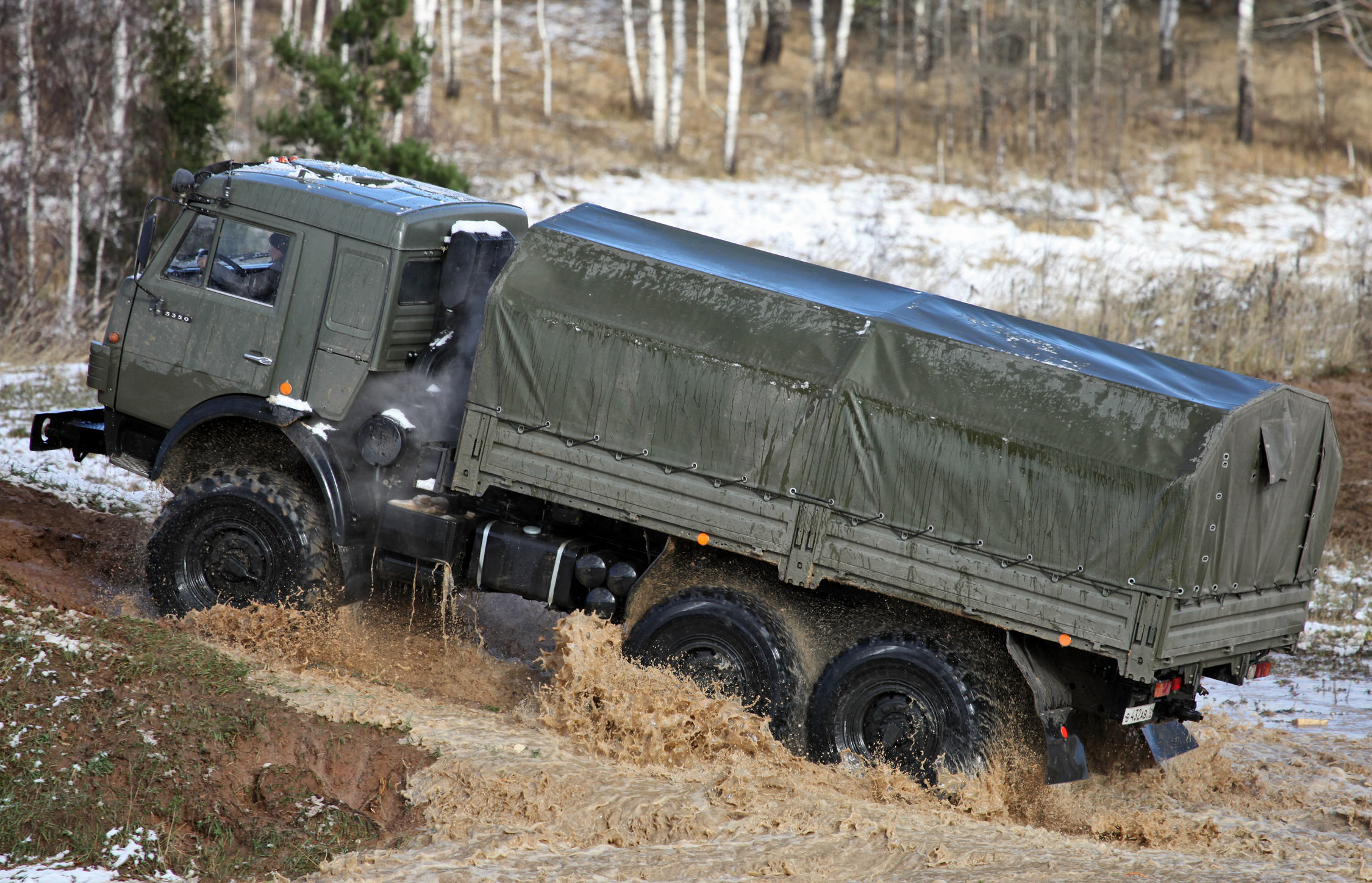
KamAZ-5350 im Gelände (2012)

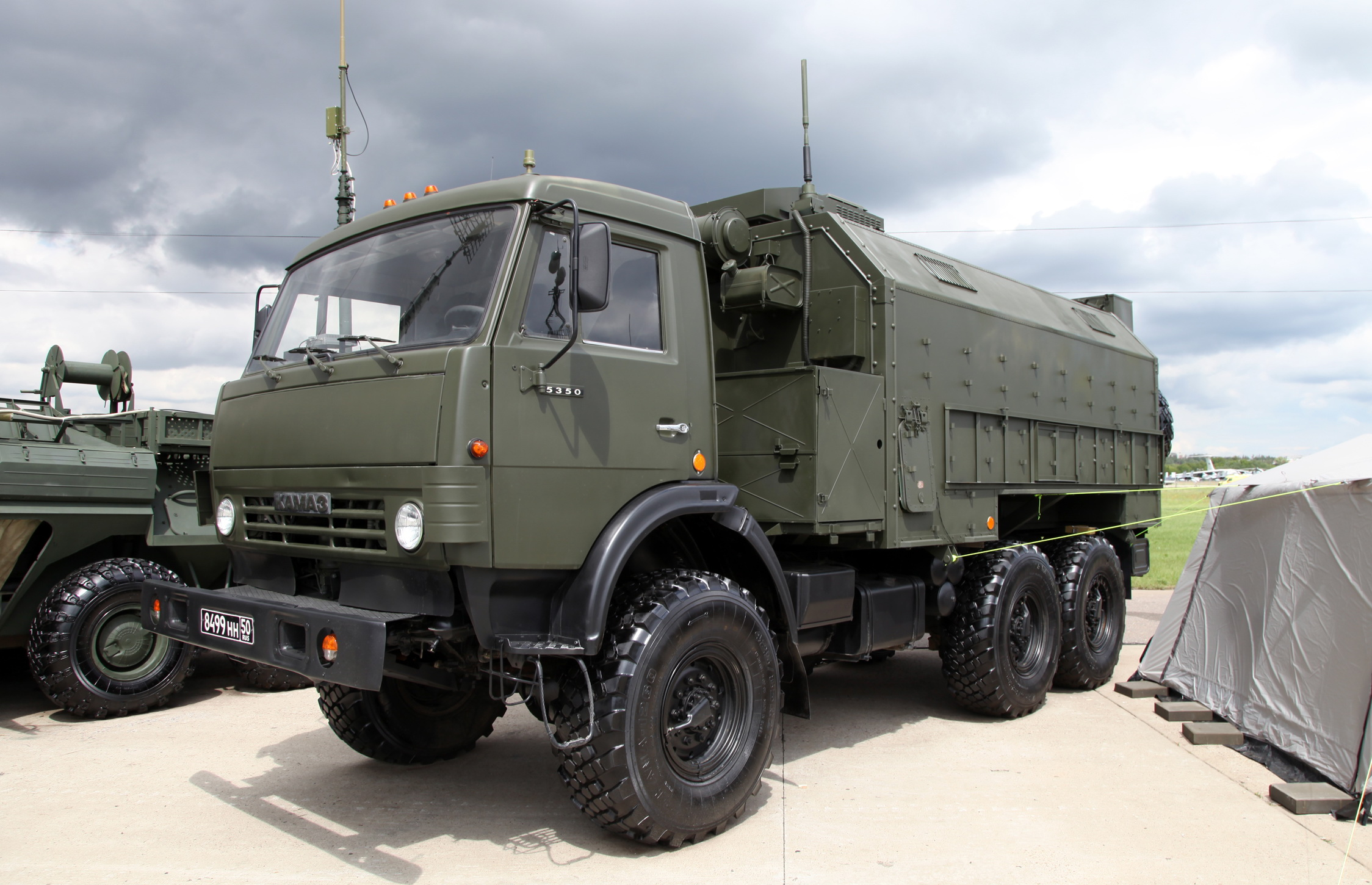
Mobiler Kommandostand vom Typ R-142NMR auf Basis eines KamAZ-5350 (2012)

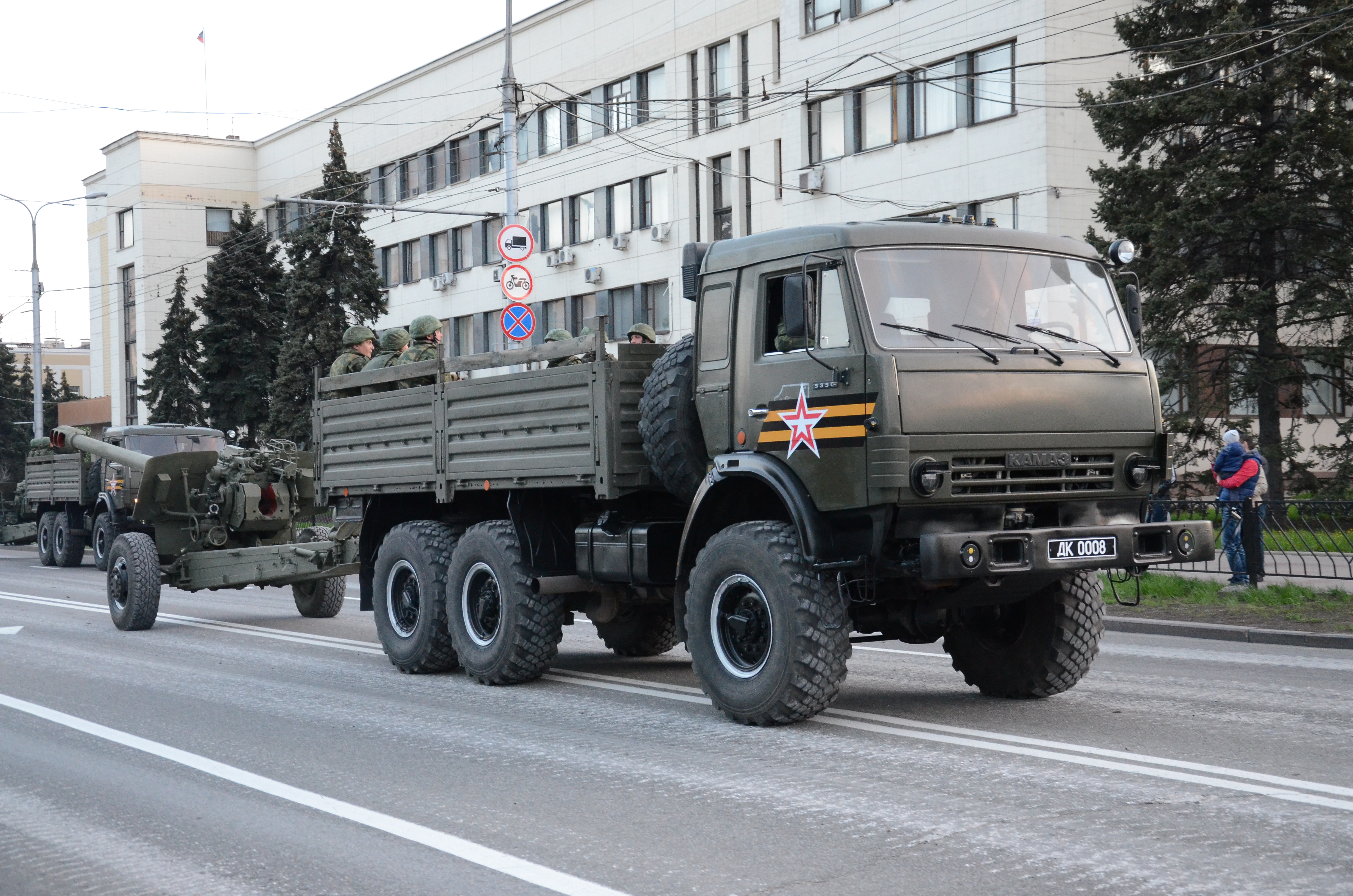
KamAZ-5350 mit schwerem Geschütz am Tag des Sieges auf einer Parade in Donezk (2015)

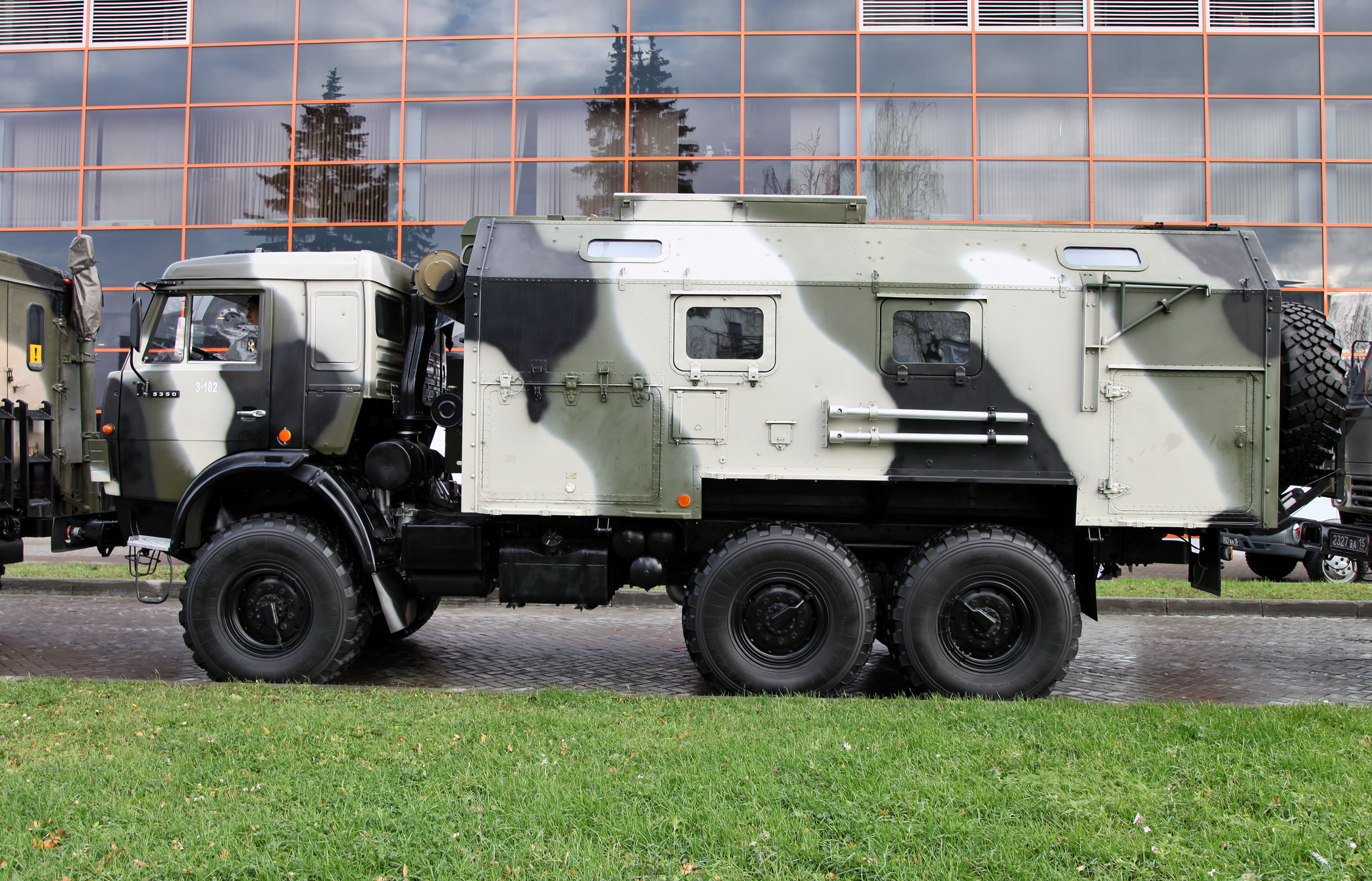
KamAZ-5350 mit Spezialwerkstatt zur Reparatur militärischer Kommunikationsausrüstung (2012)

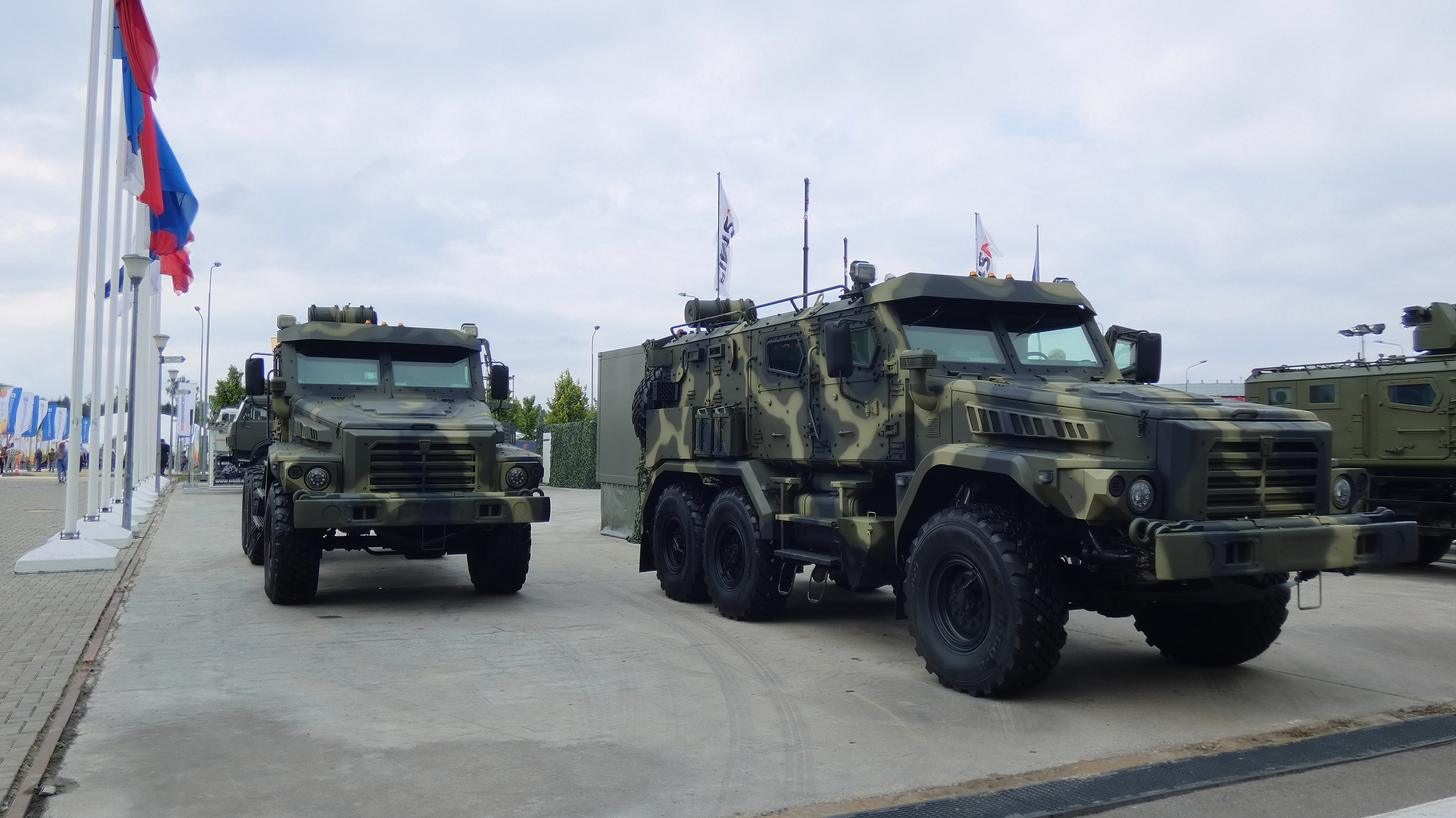
Panzerwagen "Patrouille" auf der Basis von KamAZ-5350

Erste Prototypen eines neuen Militärlastwagens gab es 1991. Sie trugen bereits die Bezeichnung KamAZ-5350 und glichen in ihren Eigenschaften den späteren Serienfahrzeugen. So wurde ein ähnlicher V8-Dieselmotor aus eigener Produktion verbaut, ebenso ein von KAMAZ selbst gefertigtes Getriebe. Die Nutzlast lag bei sechs Tonnen. Bis inklusive 2002 kam es jedoch zu keiner Serienfertigung.
2003, im gleichen Jahr in dem auch der KamAZ-53501 erschien, begann das Werk mit der Fertigung des KamAZ-5350. Das Fahrzeug besaß zum damaligen Zeitpunkt bei ähnlichem Aufbau eine Nutzlast von sechs Tonnen. Ein großvolumiger Dieselmotor aus hauseigener Fertigung von KAMAZ mit knapp elf Litern Hubraum wurde verbaut. Auch das Getriebe stammte, im Gegensatz zu Lastwagen, die ausschließlich zivil genutzt werden, wieder aus hauseigener Fertigung. Es handelt sich um ein Fünfgangschaltgetriebe mit nachgeschalteter zweistufiger Untersetzung, wodurch effektiv zehn Gänge zur Verfügung standen.
Mit Stand 2016 werden Getriebe des deutschen Unternehmens ZF Friedrichshafen verbaut. Der Hubraum des Dieselmotors wurde auf 11,76 Liter erhöht, was eine Leistungssteigerung von 260 PS (191 kW) auf 280 PS (206 kW) mit sich brachte. Außerdem stieg die Nutzlast von sechs auf knapp siebeneinhalb Tonnen an.
Mit großer Einzelbereifung, permanentem Allradantrieb und der Geländeuntersetzung ist das Fahrzeug sehr geländegängig. Optisch unterscheidet es sich vom schwereren KamAZ-53501 vor allem dadurch, dass letzterer einen guten halben Meter länger ist.

## Modellvarianten
Neben der seit 2003 produzierten Grundversion existieren diverse weitere Varianten, die insbesondere durch die montierten Aufbauten variieren. Die Liste erhebt keinen Anspruch auf Vollständigkeit.
- KamAZ-53502 – Für militärische Zwecke seit 2007 gefertigte Sattelzugmaschine mit Hinterradantrieb (6×4).
- KamAZ-53503 – Für militärische Zwecke seit 2007 gefertigter Pritschenwagen mit Hinterradantrieb (6×4).
- KamAZ-53504 – Für militärische Zwecke seit 2004 gefertigte Sattelzugmaschine mit Allradantrieb (6×6).
- KamAZ-53505 – Für militärische Zwecke seit 2007 gefertigter Kipper mit Hinterradantrieb (6×4).
- KamAZ-5350 mit Ladekran – Verschiedene Aufbauten erhielten zusätzlich einen Ladekran. Dadurch verkürzte sich die Ladefläche entsprechend.
- 1I39 – Spezialfahrzeug zur Reinigung von Geschützläufen, zum Beispiel bei Panzern.
- ATZ-7-5350 – Tankwagen zum Transport von 7000 Litern Kraftstoff.
- Eine Version mit gepanzerter Kabine wurde gebaut.
- SBA-60K2 Bulat – Radschützenpanzer.
- Remdiesel Z-STS – Geschütztes Fahrzeug

Daneben existieren die bereits erwähnten Modelle mit vier (KamAZ-6350) beziehungsweise zwei Achsen (KamAZ-4350) sowie der etwas schwerere Nachfolger (KamAZ-53501).

### Militärischer Einsatz
Das Fahrzeug wird von Russland im Russisch-Ukrainischen Krieg eingesetzt. Laut dem Oryx-Blog gingen mit Stand November 2024 26 Fahrzeuge verloren.

## Technische Daten
Die aufgeführten Daten gelten für Fahrzeuge vom Typ KamAZ-5350, wie sie Mitte 2016 vom Hersteller angeboten werden. Über die Bauzeit hinweg und aufgrund verschiedener Modifikationen an den Fahrzeugen können einzelne Werte leicht schwanken.
- Motor: Viertakt-V8-Dieselmotor
- Motortyp: KamAZ-740.622-280
- Leistung: 280 PS (206 kW)
- maximales Drehmoment: 1177 Nm
- Hubraum: 11,76 l
- Hub: 130 mm
- Bohrung: 120 mm
- Verdichtung: 17:1
- Abgasnorm: EURO 4
- Tankinhalt: 2 × 210 l
- Getriebetyp: ZF 9S1310 von ZF Friedrichshafen
- Getriebe: manuelles Neungang-Schaltgetriebe
- Höchstgeschwindigkeit: 100 km/h
- Antriebsformel: 6×6
- Bordspannung: 24 V
- Lichtmaschine: 28 V, 3000 W
- Batterie: 2 × 190 Ah, 12 V, in Reihe verschaltet

Abmessungen und Gewichte
- Länge: 7690 mm
- Breite: 2500 mm
- Höhe: 3080 mm
- Radstand: 3340 + 1320 mm
- Abmessungen der Ladefläche (L × B × H): 4892 × 2470 × 730 mm
- Bodenfreiheit: 390 mm
- Wendekreis: 22,6 m
- Leergewicht: 9600 kg
- Zuladung: 7325 kg
- zulässiges Gesamtgewicht: 17.000 kg
- zulässige Anhängelast: 12.000 kg
- zulässiges Gesamtgewicht des Zuges: 29.000 kg
- Achslast vorne: 5600 kg
- Achslast hinten (Doppelachse): 11.400 kg
- maximal befahrbare Steigung: 31° (entspricht 60 %)